# Eurobarometr
Eurobarometr – międzynarodowy projekt regularnego badania opinii publicznej realizowany na zlecenie Komisji Europejskiej.
Badania opinii publicznej prowadzone są od 1973 roku przez Komisję Europejską dwa razy w roku (wiosną i jesienią). Polegają one na analizie specjalnie przygotowanych ankiet, które wypełniane są przez reprezentację 1000 obywateli (w przypadku Wielkiej Brytanii - 1300, a Luksemburga - 500) z każdego państw członkowskich Unii Europejskiej. W realizacji tych badań biorą udział instytuty badania opinii publicznej z poszczególnych państw członkowskich, które są członkami ESOMAR.